# TOTE-Modell
Das TOTE-Modell wurde 1960 als beschreibendes Modell zur Untersuchung von zielstrebigem Verhalten von George A. Miller, Eugene Galanter und Karl H. Pribram veröffentlicht. Die Abkürzung TOTE steht dabei für die Sequenz „Test – Operate – Test – Exit“ und ist ursprünglich ein Modell, das der Kybernetik entlehnt ist, das in der Psychologie für die Beschreibung von Verhalten eingeführt wurde. Es stellt eine Erweiterung des behavioristischen Reiz-Reaktionsschemas dar.
Nach dem TOTE-Modell besteht das Handlungsprogramm aus einer hierarchischen Anordnung von Prüf- und Handlungsphasen: Prüfphasen sind durch Soll-Werte gekennzeichnet, die angestrebte Zustände oder Ziele darstellen. Handlungsphasen sind durch Aktivitäten zur Realisierung dieser Soll-Werte gekennzeichnet. Die Grundeinheit eines Handlungsprogramms ist ein Rückkopplungskreis, der aufgrund seiner Prozesscharakteristik als Test-Operate-Test-Exit- oder kurz TOTE-Einheit bezeichnet wird.
In der Prüfphase wird ein Ist- mit einem Soll-Wert verglichen (Test). Ist der Soll-Wert nicht realisiert, wird die Handlungsphase durchlaufen, während der eine Aktivität ausgeführt wird (Operate). Die Handlungsphase führt auf Grund der Handlung zu einer Aktualisierung des Ist-Wertes, der in einer weiteren Prüfphase mit dem Soll-Wert verglichen wird (Test). Ist der Soll-Wert weiterhin nicht realisiert, wird die Handlungsphase erneut durchlaufen, andernfalls wird der Rückkopplungskreis verlassen (Exit).
Mit dem Versuch-und-Irrtum-Lernen ist dieses Modell deswegen verwandt, weil jeder Versuch ein Eingriff in die Umgebung und damit auch eine Erwartung über einen Effekt ist. Schließlich muss ja erkannt werden, dass der Eingriff ein Irrtum ist, nicht dem Sollwert entspricht, denn ansonsten würden keine weiteren Versuche generiert werden.

## Der TOTE-Prozess

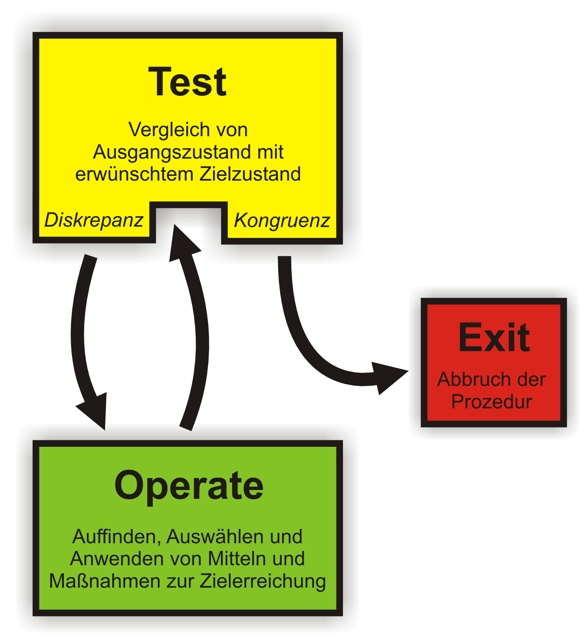
TOTE-Modell

Der TOTE-Prozess ist also vierphasig und bezeichnet eine abgegrenzte Verhaltenssequenz. Die von Miller, Galanter und Pribram beschriebenen Phasen sind:
- Test: Es wird eine innerpersonale Testsequenz durchlaufen, als deren Ergebnis eine Inkongruenz zwischen dem aktuellen Zustand des Organismus und dem (gewünschten) Referenzzustand festgestellt wird

- Operate: Durch eine „Operation“ wird eine Aktivität zur Veränderung des Zustandes gesetzt

- Test: Es folgt ein erneuter Test auf Inkongruenz, ist die Inkongruenz weiter vorhanden, wird durch eine Schleife ein neuer Operationsprozess initiiert

- Exit: Nach Herstellung von Kongruenz zwischen Referenzzustand und aktuellem Zustand (vulgo SOLL-IST-Vergleich) wird die Verhaltenssequenz verlassen.

Ein Reiz, wie er im Reiz-Reaktionsschema als Reaktionsdeterminante bekannt ist, wird damit als externer Input beschrieben, welcher zu einer Inkongruenz zwischen Referenz (SOLL) und aktuellem Zustand (IST) führt. Die folgende Reaktion führt zu einer Veränderung des IST, wobei der neue Zustand wieder gegen SOLL getestet wird. Bei Erreichen der Kongruenz wird das Reaktionsmuster beendet.
Die klassische Darstellung erfolgt anhand eines ursprünglich von Kurt Lewin 1926 in die Psychologie eingeführten Beispiels, in dem eine Person ein Bild an die Wand hängen möchte und dafür einen Nagel einschlagen will:
- Test: Feststellung „Es ist kein Nagel in der Wand“
- Operate: Mit dem Hammer Nagel in die Wand hämmern
- Test: Überprüfung der Eindringtiefe des Nagels, wenn nicht weit genug eingedrungen erneutes Hämmern
- Exit: Nagel sitzt → Einstellen des Nagelns

In diesem Sinne stellt ein TOTE eine Reihenfolge von gezielten Aktivitäten dar, die sich zu einer funktionalen Verhaltenseinheit konsolidieren. Typischerweise findet diese Verhaltenseinheit unterhalb der Bewusstseinsschwelle statt und ist ein automatisches Schema.
Die Komplexität der Verhaltenseinheit innerhalb einer TOTE-Einheit kann dabei variieren. Im dargestellten Beispiel kann das Einschlagen eines Nagels eine TOTE-Einheit sein, es kann aber auch die kleinere Einheit des Nagelns selbst als TOTE beschrieben werden (Nagel nicht weit genug in der Wand – mit Hammer auf Nagelkopf schlagen – Prüfen – Beenden) oder auch die Armbewegung selbst (Hammerkopf noch nicht am Nagel – bewegen in Richtung Nagel – Hammerkopf am Nagel? – weiterbewegen oder beenden); es kann auch der gesamte Prozess des Bild-Aufhängens ein TOTE sein, sofern die Handlungen unbewusst organisiert sind (etwa bei professionellen Bildaufhängern…).

## TOTE-Hierarchien
Die Prüfphase auf der höchsten Hierarchieebene ist durch den allgemeinsten Soll-Wert gekennzeichnet. Die Prüfphasen auf der nächstniedrigeren Ebene sind durch Soll-Werte charakterisiert, die das auf der höchsten Ebene formulierte Ziel als Menge von Teilzielen repräsentieren. Der Soll-Wert auf der höchsten Ebene ist somit genau dann realisiert, wenn alle untergeordneten Soll-Werte realisiert sind. Auf der untersten Ebene befinden sich schließlich die Handlungsphasen. Sie sind durch Handlungselemente charakterisiert, die die Soll-Werte der direkt übergeordneten Prüfphasen realisieren. Komplexe Handlungsprogramme bestehen damit aus einer Hierarchie von TOTE-Einheiten. Die Handlungsphasen von TOTE-Einheiten höherer Ordnung setzen sich dabei jeweils aus einer Sequenz von TOTE-Einheiten zusammen. 

## Einordnung in der Psychologie
Die Wurzeln des TOTE-Modells in der Psychologie können im Reiz-Reaktions-Schema (sogenannter Reflexbogen) der Behavioristen gesehen werden. Nach diesem Modell der konditionierten Reaktion löst ein bestimmter Reiz ein bestimmtes Verhalten aus. Diese elegante Einfachheit des behavioristischen Modells findet sich auch im TOTE-Modell wieder, das allerdings erweitert wurde, in dem eine Rückkoppelungssequenz eingeführt wird. Winfried Hackers Handlungsregulationstheorie psychologisierte das kybernetische TOTE-Modell, indem sie es durch die VVR-Einheit – Vergleichs-Veränderungs-Rückkoppelungs-Einheit – ersetzte.
Als komputationales Modell basiert das TOTE-Modell auf der Mensch-Computer-Analogie. Dabei wird der Mensch als informationsverarbeitendes System betrachtet, dessen Verhalten von Programmen gesteuert wird. Vertreter komputationaler Modelle verfolgen das Ziel, die dem Verhalten zu Grunde liegenden Programme zu bestimmen. Dadurch wird im Vergleich zum Reiz-Reaktionsschema des Behaviorismus ein komplexerer Algorithmus vorausgesetzt. Vor der Entwicklung der computationalen Modelle ging man davon aus, dass die Rückmeldung über die Ausführung einer Handlung unmittelbar die Ausführung der nächsten einleitet (direkte Koppelung Reiz an Reaktion – Response-Chaining-Hypothese). Dieses Modell wird durch die Einführung einer Testphase mit Entscheidung über weitere Operativität erweitert. Dies entspricht insofern eher der empirischen Realität, als flexible Handlungen durch das deterministische Response-Chaining-Modell nicht ausreichend erklärt werden können.

## Belege
1. ↑  Hacker, Winfried: Allgemeine Arbeits- und Ingenieurspsychologie. Berlin: VEB Deutscher Verlag der Wissenschaften, 1973. S. 92.